# Harry Sundberg
Harry Fritz Klas Sundberg (ur. 9 stycznia 1898 w Sztokholmie  – zm. 16 maja 1945 w Bromma) – piłkarz szwedzki grający na pozycji pomocnika. W swojej karierze rozegrał 13 meczów i strzelił 1 gola w reprezentacji Szwecji.

## Kariera klubowa
W swojej karierze piłkarskiej Sundberg grał w klubie Djurgårdens IF ze Sztokholmu. W sezonie 1919/1920 wywalczył z nim mistrzostwo Szwecji.

## Kariera reprezentacyjna
W reprezentacji Szwecji Sundberg zadebiutował 28 maja 1922 w przegranym 1:2 towarzyskim meczu z Polską, rozegranym w Sztokholmie. W 1924 roku zdobył ze Szwecją brązowy medal na igrzyskach olimpijskich w Paryżu. Od 1922 do 1924 roku rozegrał w kadrze narodowej 13 spotkań i zdobył w nich 1 bramkę.